# Seriana cristata
Seriana cristata är en insektsart som beskrevs av Irena Dworakowska 1981. Seriana cristata ingår i släktet Seriana och familjen dvärgstritar. Inga underarter finns listade i Catalogue of Life.